# Dansen, dansen, popje klein!

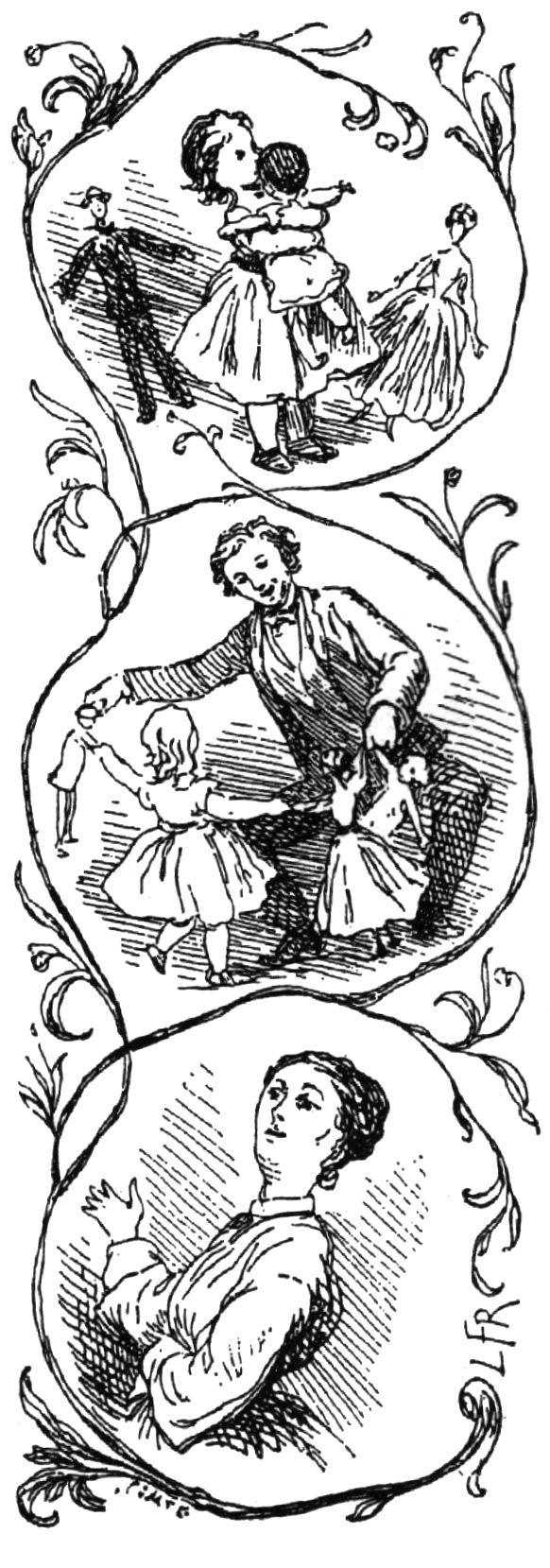
Dansen, dansen, popje klein!, Lorenz Frølich

Dansen, dansen, popje klein! is een vertelling van Hans Christian Andersen, het verscheen in 1872.

## Het verhaal
Tante Melle vindt het liedje Dansen, dansen, popje klein voor kinderen, ze kan het niet bijhouden. 
Amalia van drie kan dit wel. Er komt een student om de broertjes te helpen met het huiswerk en hij praat veel met Amalia. Tante Melle wil niet dat hij met de kinderen omgaat, de kleine hoofdjes kunnen al dat gepraat onmogelijk volgen. De kleine Amalia heeft er geen moeite mee, ze leert zelfs het hele liedje uit haar hoofd zingen. Ze zingt het voor haar drie poppen, twee van hen zijn nieuw. De oude pop heet Lize en volgt het liedje met belangstelling. De poppen begrijpen het liedje, kleine Amalia begrijpt het en ook de student. 
Alleen tante Melle vindt er niets aan, zij is de kinderschoenen ontwassen en vindt het flauw gedoe. Amalia dacht daar anders over, van haar hebben we het liedje.